# Амброж из Градца
Амброж из Градца или Амброж Градецкий (чеш. Ambrož z Hradce, Ambrož Hradecký; умер в 1439 года в Колине) — священник из Градца-Кралове, один из самых важных деятелей гуситов, духовный лидер оребитов, а затем и сирот, ярый пропагандист Четырёх пражских статей.

## Жизнь и деятельность
Амброж из Градца был священником церкви Св. Духа в Градце-Кралове, близким соратником Яна Желивского. Летом 1419 года, когда гуситы разграбили два монастыря, Амброж был изгнан из Градца. Он стал духовным лидером Оребского братства, названного в честь холма Ореб над Тршебеховице. В 1420 году вместе с Дивишем Боржеком из Милетинека он собрал на холме Ореб народ, во главе которого отправился на помощь Праге, которой угрожал Сигизмунд. После сбора народного лагеря на Кунетицкой горе 25 июня 1420 года Амброж во внезапной засаде на следующий день смог захватить Градец-Кралове, который в это время находился под контролем сторонников Сигизмунда, и превратил его в восточночешский центр гуситов. Однако весной 1421 года победила более умеренная партия, желавшая прийти к соглашению с Сигизмундом, и главой города стал Дивиш Боржек из Милетинека.
В апреле 1423 года Амброж открыл город Яну Жижке, который нашел здесь прочную базу после разрыва с таборитами. Жижка назвал Градец-Кралове Малым Табором и отсюда командовал своими войсками. После смерти в октябре 1424 года Жижки Амброж отвез его останки в Градец и похоронил их в своей приходской церкви. Стал духовным вождём сирот, последователей Жижки. В 1431 году Амброж участвовал в Базельском соборе в качестве одного из переговорщиков, избранных Кутногорским сеймом. В 1433 году он был приходским священником и архидьяконом и одновременно занимал пост бургомистра Градца-Кралове.
Восточночешский гуситский союз долгое время упорно сопротивлялся атакам панского союза, противодействуя восшествию на чешский престол Сигизмунда Люксембургского даже после захвата Табора в 1436 году. В 1437 году в городе вспыхнуло восстание, и жители Градца-Кралове изгнали Амброжа из города и примирились с королем. Амброжу пришлось бежать, и после падения со стены он, раненый, был схвачен. Вскоре его освободили, и Амброж нашел убежище от преследований в Колине, где и умер в 1439 году.

## Духовные и политические взгляды
Амброж был сторонником умеренного течения внутри радикального гусизма, характерного для сирот. Он был терпим к университетским магистрам, которым дал убежище в Градце в 1427 году (после того, как они были изгнаны из Праги), и к пикартам, которых старался отвратить от «еретических заблуждений» и таким образом спасти их от сожжения.